# امیر نصرت منقح
امیر نصرت منقح (۱۳۰۲–۱۳۹۴) مهندس و معمار معاصر ایرانی بود. او علاوه بر معماری با منبت کاری هم آشنا بود و آثاری از او بجا مانده‌است.

## تحصیلات
او در سال ۱۳۰۲ در تهران به دنیا آمد پدر وی ابراهیم خان منقح (یمن السلطنه) سومین شهردار تهران بود وی تحصیلات ابتدایی و متوسطه خود را در شهرهای شیراز و اصفهان و تهران گذراند. وی پس از تحصیل در دانشکده هنرهای زیبای دانشگاه تهران، در سال ۱۳۲۵ با مدرک فوق لیسانس معماری این دانشکده را ترک کرد. ۵ سال بعد، با استفاده از بورسیه سازمان ملل متحد، در کشورهای اروپایی چون فرانسه، سوئد، نروژ و دانمارک به پژوهش دربارهٔ ساختمان‌های بهداشتی، آموزشی و مسکونی پرداخت و به ایران بازگشت.

## زندگی حرفه‌ای
پس از بازگشت به ایران مدتی را در وزارت کار و سازمان بیمه‌های اجتماعی گذراند و سپس مؤسسه «امیر نصرت منقح و همکاران» را تأسیس نمود، که بستری برای فعالیت او در مورد طراحی و نظارت بر طرح‌های ساختمانی و زمینه‌ای برای همکاری با یوسف شریعت‌زاده گردید. در این همکاری که در سال ۱۳۳۷ باعنوان «مؤسسه امیر نصرت منقح و یوسف شریعت‌زاده» آغاز شد.
بیمارستان ژاندارمری، زندان اوین، ساختمان مرکزی وزارت کار و تأمین اجتماعی در خیابان آزادی تهران، تعدادی از بیمارستان‌ها و مراکز بهداشتی سازمان بیمه‌های اجتماعی در نقاط مختلف کشور و از جمله بیمارستان ۳۰۰ تختخوابی اصفهان و بالاخره تعداد زیادی از واحدهای مسکونی و منازل شاخص شخصی حاصل شکل‌گیری این همکاری در فاصله سال‌های ۱۳۳۷ تا ۱۳۴۱ به حساب می‌آید.
در یک گسست مقطعی، شریعت‌زاده با دو تن از همکاران خود (میرزا علی تهرانی و محسن میرحیدر) مؤسسه مستقلی را پایه‌گذاری می‌کنند، که در سال ۱۳۴۴ و به خاطر گسترش پروژه‌های مهم ساختمانی و نیاز مبرم به تیم‌های زبده طراحی، زمینه‌ای برای پیوست دوباره به مهندس منقح می‌شود و تیم واحد و گسترده‌ای به نام «منقح، شریعت‌زاده و همکاران» به وجود می‌آید. بیمارستان‌ها و مراکز بهداشتی بیمه‌های اجتماعی کارگران و سازمان تأمین اجتماعی (که آخرین آن‌ها بیمارستان شهید لبافی نژاد تهران است)، مجتمع‌های صنعتی ماشین‌سازی و تراکتورسازی تبریز، ساختمان روزنامه اطلاعات در تهران و در خیابان خیام و چند ساختمان مهم و مرکزی دیگر، که ازجمله آن‌ها می‌توان به دفتر مرکزی مهندسان مشاور بنیان (پیرراز) اشاره کرد. حاصل کار این گروه جدید است که در فاصله بین سال‌های ۱۳۴۴ تا ۱۳۵۰ تحت سرپرستی و مدیریت مهندس منقح صورت می‌گیرد و مطرح می‌شود.
سال ۱۳۵۰ دور تازه‌ای از فعالیت‌های این تیم طراحی و معماری تحت عنوان «دفتر مهندسان مشاور بنیان» آغاز می‌شود که حاصل آن برای جامعه معماری ایرانی بسیار آشناست. در همین سال است که منقح به دلیل ضوابط ارزیابی و احراز صلاحیت مؤسسات فنی از سوی سازمان برنامه و بودجه، دفتر مهندسان مشاور «بنیان» را به اتفاق همکاران خود بنیان می‌گذارد. مجتمع دانشگاه شهید باهنر کرمان، یک سری از ساختمان‌های آموزشی دانشگاه علم و صنعت، ساختمان صنایع غذایی در نیشابور و گلپایگان و گرمسار، ساختمان چاپ اسکناس بانک مرکزی در تهران، ساختمان شماره ۲ وزارت نفت در تهران، مجتمع صنعتی واگن پارس در اراک، مجتمع آپارتمانی کارشناسان مراکز صنعتی تبریز، مجتمع مسکونی تندیس در بزرگراه آفریقا (تهران)، مطالعه و طراحی ۱۵ مرکز حوزه عمران روستایی و آشیانه هواپیماهای دولتی در فرودگاه مهرآباد تهران از جمله طرح‌هایی است که دفتر بنیان در حد فاصل سال‌های ۱۳۵۰ تا ۱۳۵۷ طراحی و پیاده می‌کند.
امیر نصرت منقح در سال ۱۳۵۷ به آمریکا عزیمت می‌کند. وی که در ایران عهده‌دار سمت‌هایی چون نایب رئیس انجمن معماران ایران و جامعه مهندسان مشاور نیز بود، در واشینگتن نیز مورد استقبال برخی از هنردوستان قرار می‌گیرد و تا سال ۱۳۷۳ که آمریکا را برای همیشه و به قصد اقامت دائمی در سوئد ترک می‌کند، چندین ساختمان ویلایی بزرگ را طراحی و اجرا می‌نماید.
در مدت اقامت در سوئد او از معماری فاصله می‌گیرد و ذوق و هنرش را در قالبی دیگر عرضه و آزمایش می‌کند. آثار و آفرینه‌های گرافیکی و خوشنویسی او محصول همین دوره از زندگی شخصی وحرفه‌ای و هنری اش است. آثاری که ضمن رونمایی خط و گرافیک، بهره‌ای هم از معماری دارند و آن هم یک معماری ساده و سیال و صمیمی، که با محتوایی از همین دست صورت می‌گیرند و سایه می‌اندازند.
در یکم اکتبر ۲۰۰۸، نمایشگاه تندیس-خط‌های امیرنصرت منقح، در موزهٔ مردم‌نگاری استکهلم (Etnografiska museet) با حضور وزیر فرهنگ سوئد Liljeroth Lena Adelsohn، گشایش یافت که درنوع خود مورد توجه مراجع و مجامع هنری و فرهنگی و مردمی خارج از کشور قرار گرفت. تندیس- خط‌های امیرنصرت منقح توسط دو هنرمند دیگر اسماعیل فهیمی و فرهاد مطلق با چوب و در ابعاد بزرگ ساخته شده‌است.
در تیر ماه ۱۳۹۰ نیز نمایشگاهی از آثار حجمی امیر نصرت منقح توسط سازمان فرهنگ و ارتباطات اسلامی و اداره کل امور فرهنگی ایرانیان خارج از کشور در فرهنگسرای نیاوران بدون حضور هنرمند برگزار شد.

## گاهشمار زندگی
- ۱۳۰۲: تولد در تهران
- ۱۳۲۵: کسب مدرک فوق لیسانس معماری از دانشکده هنرهای زیبای دانشگاه تهران با درجه عالی
- ۱۳۲۹: دریافت بورس پژوهشی معماری از سازمان ملل متحد
- ۱۳۳۰: تأسیس مؤسسه معماری خصوصی
- ۱۳۳۷: تأسیس مؤسسه معماری مشترک با یوسف شریعت زاده
- ۱۳۴۴: تأسیس مؤسسه معماری «منقح - شریعت زاده و همکاران»
- ۱۳۵۰: تأسیس دفتر مهندسان مشاور «بنیان»
- دهه ۵۰: نایب رئیس انجمن معماران ایران و نایب رئیس جامعه مهندسان مشاور ایران
- ۱۳۵۷–۱۳۳۰: اقامت در واشینگتن (آمریکا) و خلق چند اثر معماری
- ۱۳۷۳–۱۳۵۷: اقامت در استکهلم (سوئد) و آغاز فعالیت‌های مجسمه‌سازی و گرافیک
- ۱۳۸۵: دریافت تقدیرنامه انجمن معماران ایران

## آثار
برخی از پروژهای به انجام رسیده توسط وی عبارتند از:
- بیمارستان ژاندارمری (نیروی انتظامی فعلی) در خیابان ولی عصر
- زندان اوین
- ساختمان مرکزی وزارت کار و امور اجتماعی در خیابان آزادی تهران
- بیمارستان ۳۰۰ تختخوابی اصفهان
- بیمارستان شهید لبافی نژاد تهران
- مجتمع‌های صنعتی ماشین‌سازی و تراکتورسازی تبریز
- ساختمان روزنامه اطلاعات در تهران - خیابان خیام
- مجتمع دانشگاه شهید باهنر کرمان
- بخشی از ساختمان‌های آموزشی دانشگاه علم و صنعت
- ساختمان صنایع غذایی در نیشابور و گلپایگان و گرمسار
- ساختمان چاپ اسکناس بانک مرکزی در تهران
- ساختمان شماره ۲ وزارت نفت در تهران
- مجتمع صنعتی واگن پارس در اراک
- مجتمع آپارتمانی کارشناسان مراکز صنعتی تبریز
- مجتمع مسکونی تندیس در بزرگراه آفریقا (تهران)
- مطالعه و طراحی ۱۵ مرکز حوزه عمران روستایی و آشیانه هواپیماهای دولتی در فرودگاه مهرآباد تهران
- طراحی مجموعه مسکونی سازمانی گارد شاهنشاهی ایران (لشگر 16 زرهی )، پادگان قزوین